# Hiszam Talat Mustafa
Hiszam Talat Mustafa (arab. هشام طلعت مصطفى) (ur. 1959 w Aleksandrii) – egipski biznesmen i były członkiem Rady Konsultacyjnej. Były prezes konsorcjum budowlanego Taalat Moustafa Group, którego wartość szacowana była w 2007 na 800 milionów dolarów. Hiszam Talat Mustafa jest żonaty i ma trójkę dzieci (Omara, Tareka, Mohameda).
W dniu 2 września 2008 Mustafa został oskarżony w Kairze o zlecenie morderstwa popularnej libańskiej piosenkarki Suzanne Tamim. Po aresztowaniu Mustafy, akcje konsorcjum Taalat Moustafa Group znacznie spadły. Dnia 21 maja kairski sąd uznał, że oskarżony jest winny zlecenia morderstwa i 25 czerwca został skazany na karę śmierci przez powieszenie – razem z byłym oficerem policji Mohsenem al-Sukkari. Wielki mufti Sheikh Ali Goma’a podtrzymał wyrok śmierci dla obu skazanych. Odwołanie od wyroku zostało odroczone do 4 marca 2010 r.
Ponowny proces rozpoczął się 26 kwietnia 2010 roku. Po ośmiu sesjach sądu, proces został odroczony do 26 czerwca 2010.
28 września 2010 został skazany przez egipski sąd na 15 lat więzienia, tym samym został uchylony wyrok śmierci z maja 2009 roku. Sąd zmienił też karę – z kary śmierci na dożywocie (25 lat) dla wykonawcy zlecenia Muhsina Sukkariego.